# Robert Cailliau

Historyczne logo WWW zaprojektowane przez Roberta Cailliau.

Robert Cailliau (ur. 26 stycznia 1947) – belgijski programista, współtwórca usługi WWW. W 1974 roku rozpoczął pracę w CERN.